# Patricia A. McKillip
Patricia Anne McKillip (29 de febrero de 1948 - 6 de mayo de 2022) fue una autora estadounidense del género de fantasía y ciencia ficción. Sus obras fueron principalmente publicadas de manera independiente y ha sido calificada como una de las «estilistas en prosa más consumadas en el género de la fantasía». Su obra ha sido merecedora de distintos galardones, incluido el Premio Mundial de Fantasía en 2018, otorgado anualmente a escritores y editores cuya obra se considere trascendental para el género de la fantasía, así como el Premio Locus, el Premio Balrog y una nominación al Premio Hugo.

## Vida personal
McKillip nació en Salem, Oregón, y fue hija de Wayne McKillip y Helen Roth. Patricia creció en Oregón, pero también pasó parte de su infancia en Gran Bretaña y Alemania. Asistió a la Universidad de Notre Dame (Belmont, California ) y a la Universidad Estatal de San José donde obtuvo su licenciatura y también una maestría en inglés, a principios de la década de 1970.
McKillip estuvo casada con David Lunde, un poeta norteamericano. Patricia murió el 6 de mayo de 2022, a la edad de 74 años, en su casa en Coos Bay, Oregón.

## Carrera Literaria
Las primeras publicaciones de McKillip fueron dos libros cortos infantiles, The Throme of the Erril of Sherill  y The House on Parchment Street. Su primera novela, The Forgotten Beasts of Eld (Las bestias olvidadas de Eld), se publicó en 1974, cuando ella tenía 26 años, y ganó el World Fantasy Award en 1975. Luego escribió la trilogía Riddle-Master (1976-1979), que el erudito Peter Nicholls describió como "una obra de talla clásica".  Esta misma fue seleccionada para formar parte de la serie Fantasy Masterworks de la editorial Gollancz, sello de ficción de Orion Publishing Group.
A partir de 1994, las novelas de McKillip se publicaron sobre todo en la esfera independiente. La mayoría de sus novelas contienen portadas ilustradas por Kinuko Y. Craft, una pintora, ilustradora y artista estadounidense de origen japonés. Sobre el proceso de escribir fantasía, McKillip sostiene que "Los tropos de la mitología y el simbolismo son elementales. Son como la notación para la música; puedes cambiarlos de modos realmente extravagantes, pero el sonido no cambia, siempre está ahí. Mientras necesitemos estos símbolos, las historias podrán ser escritas. Pero si destruimos los viejos símbolos, es posible que tengamos que idear otros nuevos, ¿quién sabe?"  
McKillip fue la Invitada de Honor en la edición del Mythcon de 1985, así como en la Convención Mundial de Fantasía de 1999. En 2005, el Journal of the Fantastic in the Arts publicó un número especial sobre su trabajo.

## Premios
- 1974. World Fantasy Award. The Forgotten Beats of Eld.
- 1979. Locus Award. Harpist in the Wind.
- 1994. Mythopoeic Award. Something Rich and Strange.
- 2002. Mythopoeic Award. Ombria in Shadow.
- 2002. World Fantasy Award. Ombria in Shadow.
- 2006. Mythopoeic Award. Solstice Wood.
- 2016. Mythopoeic Award. Kingfisher.

## Obras traducidas al español
- McKillip, P. (2021). Las bestias olvidadas de Eld. Duermevela Ediciones. Cardeñoso, R. (Trad.)